# Jack Warner (acteur)
Pour les articles homonymes, voir Warner.
Jack Warner (OBE), de son vrai nom Horace John Waters, est un acteur britannique né le 24 octobre 1896 à Bromley-by-Bow (Angleterre) et mort le 24 mai 1991 à Hammersmith (Angleterre).

## Biographie
Jack Warner, après avoir participé à la Première Guerre mondiale au sein du Royal Flying Corps, joue dans les années 1920 et 1930 comme dans des spectacles de variétés. Ses débuts au cinéma se font dans The Dummy Talks (en) d'Oswald Mitchell (en) (1943). Il devient ensuite un acteur récurrent des films des studias Ealing, notamment dans À cor et à cri de Charles Crichton (1947), dans Les Guerriers dans l'ombre de Charles Crichton (1947), ou My Brother's Keeper d'Alfred Roome (1948).
Il est surtout connu pour le rôle de Joe Huggett, dans la série de films de Ken Annakin Holiday Camp (1947), Here Come the Huggetts (1948), Vote for Huggett (1949) et The Huggetts Abroad (1949), et pour le rôle du constable George Dixon dans La Lampe bleue de Basil Dearden (1950), rôle qu'il reprendra dans la série télévisée Dixon of Dock Green de 1955 à 1976).

## Filmographie (sélection)

### Cinéma
- 1943 : The Dummy Talks (en) d'Oswald Mitchell (en) : Jack
- 1946 : The Captive Heart de Basil Dearden : caporal Ted Horsfall
- 1947 : À cor et à cri (Hue and Cry) de Charles Crichton : Nightingale
- 1947 : Dear Murderer de Arthur Crabtree
- 1947 : Il pleut toujours le dimanche (It Always Rains on Sunday) de Robert Hamer : Fothergill
- 1947 : Holiday Camp de Ken Annakin : Joe Huggett
- 1948 : Easy Money de Bernard Knowles
- 1948 : Here Come the Huggetts de Ken Annakin : Joe Huggett
- 1948 : My Brother's Keeper d'Alfred Roome : George Martin
- 1948 : Les Guerriers dans l'ombre (Against the Wind) de Charles Crichton : Max Cronk
- 1949 : Vote for Huggett de Ken Annakin : Joe Huggett
- 1949 : The Huggetts Abroad de Ken Annakin : Joe Huggett
- 1949 : Train of Events de Basil Dearden et Charles Crichton et Sidney Cole
- 1949 : Boys in Brown de Montgomery Tully : le gouverneur
- 1950 : La Lampe bleue (The Blue Lamp) de Basil Dearden : constable George Dixon
- 1951 : Talk of a Million de John Paddy Carstairs
- 1951 : Valley of Eagles de Terence Young
- 1951 : Scrooge de Brian Desmond Hurst : M. Jorkin
- 1952 : Emergency Call de Lewis Gilbert
- 1952 : Meet Me Tonight de Anthony Pelissier
- 1952 : Those People Next Door de John Harlow
- 1953 : The Final Test de Anthony Asquith
- 1953 : The Cruel Sea de Charles Frend
- 1953 : The Square Ring de Basil Dearden
- 1953 : Albert Royal Navy de Lewis Gilbert
- 1954 : Forbidden Cargo de Harold French
- 1955 : Quatermass Experiment de Val Guest
- 1955 : Tueurs de dames (The Ladykillers) d'Alexander Mackendrick : le superintendant
- 1956 : C'est formidable d'être jeune (Now and Forever) de Mario Zampi
- 1956 : Home and Away de Vernon Sewell
- 1958 : Agent secret S.Z. (Carve Her Name with Pride) de Lewis Gilbert : Charles Bushell
- 1962 : Jigsaw de Val Guest
- 1979 : Dominique de Michael Anderson

### Télévision
- 1955 - 1976 : Dixon of Dock Green (432 épisodes) : George Dixon